# Eccellenza Friuli-Venezia Giulia 2019-2020
Il campionato italiano di calcio di Eccellenza regionale 2019-2020 è il 29º organizzato in Italia. Rappresenta il quinto livello (1º livello regionale) del calcio italiano.
A causa della pandemia di COVID-19 in Italia, la F.I.G.C. ha deciso per la sospensione definitiva del torneo al 
1º Marzo 2020.
Questo è il girone organizzato dal Comitato Regionale Friuli-Venezia Giulia.

## Stagione

### Novità
- Calendario compresso: 15 giornate di seguito fino al 22 dicembre (come tutte le categorie dilettantistiche del FVG) per il girone d'andata; per il girone di ritorno (partenza il 12 gennaio) ne sono previste altrettante senza sosta, compresa la inusuale data del sabato di Pasqua (11 aprile), per terminare il campionato il 19 aprile per permettere alla selezione regionale di partecipare al Torneo delle Regioni (organizzato dal Comitato Provinciale di Bolzano dal 24 aprile al 1º maggio). Al rientro dalla spedizione verranno disputati play-off e play-out. Le categorie dalla Promozione alla Terza invece faranno pausa l'8 marzo (per eventuali recuperi), il 12 aprile (Pasqua) e 26 aprile (Torneo Regioni) e termineranno le 30 giornate della "regular season" il 17 maggio, un mese dopo l'Eccellenza.
- Abolizione del "Sabato del nostro calcio": introdotto una ventina di anni fa, il Sabato del nostro calcio era una serie di anticipi programmati già dall'inizio della stagione per dare maggior visibilità ad alcuni incontri, soprattutto i derby, ma, a causa delle esigenze degli studenti e quelle dei giocatori occupati nei centri commerciali, da questa stagione viene abolito. Resta libera la possibilità alle squadre di richiedere i singoli anticipi.
- Finale Coppa Italia: torna ad essere disputata all'Epifania, come da tradizione in FVG.
- Le partite sospese verranno riprese dal punto dell'interruzione: le partite sospese non verranno ricominciate da capo con lo 0-0 bensì dal punto e col risultato del momento dell'interruzione (punto 4 dell’art. 30 del Regolamento della Lega Nazionale Dilettanti).[2]
- Se il colpevole non viene identificato, paga l'allenatore: Se l'arbitro nota comportamenti scorretti da parte delle persone in panchina ed il colpevole non viene scoperto, viene espulso l'allenatore.[3]

### Formula
Obbligo di impiego di calciatori "giovani".

Alle gare del campionato di Eccellenza e alla altre dell’attività ufficiale organizzata dalla Lega Nazionale Dilettanti, possono partecipare, senza alcuna limitazione di impiego in relazione all’età massima, tutti i calciatori regolarmente tesserati per la stagione sportiva 2019-2020 che abbiano
compiuto anagraficamente il 15º anno di età, nel rispetto delle condizioni previste dall’art. 34, comma 3, delle N.O.I.F.
Premesso quanto sopra, come pubblicato sul CU 146 del 28.06.2019, il Consiglio Direttivo del Comitato Regionale Friuli Venezia Giulia, nell’intento di valorizzare maggiormente i calciatori giovani e preso atto della volontà manifestata dalle Società interessate, previo nulla osta da parte
della L.N.D., ha stabilito che nelle singole gare dell’attività ufficiale 2019-2020, le Società partecipanti al Campionato di Eccellenza hanno l’obbligo di impiegare – sin dall’inizio e per l’intera durata delle stesse e, quindi, anche nel caso di sostituzioni successive di uno o più dei partecipanti
– almeno TRE calciatori così distinti in relazione alle seguenti fasce di età:
- 1 nato dall’1.1.1999 in poi
- 1 nato dall’1.1.2000 in poi
- 1 nato dall’1.1.2001 in poi

Resta inteso che, in relazione a quanto precede, debbono eccettuarsi i casi di espulsione dal campo e, qualora siano state già effettuate tutte le sostituzioni consentite, anche i casi di infortunio dei calciatori delle fasce di età interessate.

### Avvenimenti
Col CU 001 del 01/07/2019 il Comitato Regionale F.V.G. ha comunicato le 16 squadre aventi diritto di partecipare al campionato di Eccellenza del Friuli Venezia Giulia 2019-20:
- 12 hanno mantenuto la categoria: Fiume Veneto Bannia, Fontanafredda, Cordenons, Edmondo Brian, Flaibano, Gemonese, Lumignacco, Manzanese, Pro Gorizia, Ronchi, Torviscosa e Tricesimo
- 1 è stata retrocessa dalla Serie D : Tamai
- 3 sono state promosse dalla Promozione : Pro Fagagna, Pro Cervignano (vincitrici dei gironi) e Primorje (vincitrice dei play-off)

Col CU 009 del 06/08/2019 il Comitato Regionale ratifica che:
- Il Tamai è stato ripescato in Serie D
- Edmondo Brian e Lignano si sono fuse
- Il Cordenons non si è iscritto

Ne consegue che vengono ripescate:
- Codroipo e Virtus Corno (rispettivamente 2ª e 3ª nella graduatoria dei ripescaggi)

## Squadre partecipanti
| Club                                | Città (provincia)                 | Stadio                            | Stagione precedente                                    |
| ----------------------------------- | --------------------------------- | --------------------------------- | ------------------------------------------------------ |
| A.S.D. Brian Lignano Calcio         | Lignano Sabbiadoro (UD)           | Stadio Teghil                     | 2ª in Eccellenza (Brian), 16ª in Eccellenza (Lignano)  |
| A.S.D.Pol. Codroipo                 | Codroipo (UD)                     | Campo di via Cinconvallazione Sud | 2ª in Promozione/gir. A. 2ª nella graduatoria play-off |
| A.S.D. Comunale Fiume Veneto Bannia | Fiume Veneto (PN)                 | Campo Principale                  | 8ª in Eccellenza                                       |
| A.S.D. Comunale Fontanafredda       | Fontanafredda (PN)                | Stadio Omero Tognon               | 14ª in Eccellenza, salva dopo i play-out               |
| G.S. Flaibano                       | Flaibano (UD)                     | Stadio Comunale                   | 15ª in Eccellenza, salva dopo i play-out               |
| A.S.D. Gemonese                     | Gemona del Friuli (UD)            | Stadio Ammiraglio Diego Simonetti | 11ª in Eccellenza                                      |
| A.S.D. Lumignacco                   | Lumignacco di Pavia di Udine (UD) | Campo Sportivo di Lauzacco        | 7ª in Eccellenza                                       |
| S.S.D.a R.L. Manzanese Calcio       | Manzano (UD)                      | Stadio Polisportivo Olivo         | 10ª in Eccellenza                                      |
| F.C. Primorje                       | Prosecco, Trieste                 | Stadio Rouna                      | 2ª in Promozione/gir. B. 1ª nella graduatoria play-off |
| A.S.D. Pro Cervignano Muscoli       | Cervignano del Friuli (UD)        | Stadio P. Dissabo                 | 1ª in Promozione/gir. B                                |
| A.S.D. U.S. Pro Fagagna             | Fagagna (UD)                      | Campo di via Tonutti              | 1ª in Promozione/gir. A                                |
| A.S.D. Pro Gorizia                  | Gorizia                           | Stadio Enzo Bearzot               | 3ª in Eccellenza                                       |
| A.S.D. Ronchi Calcio                | Ronchi dei Legionari (GO)         | Stadio Alfredo Lucca              | 6ª in Eccellenza                                       |
| A.S.D. Torviscosa                   | Torviscosa (UD)                   | Stadio Beppino Tonello            | 4ª in Eccellenza                                       |
| A.S.D. Tricesimo                    | Tricesimo (UD)                    | Campo Mario Giordano              | 9ª in Eccellenza                                       |
| A.S.D. Virtus Corno                 | Corno di Rosazzo (UD)             | Stadio G.A. Cudiz                 | 2ª in Promozione/gir. B. 3ª nella graduatoria play-off |

## Classifica finale
|  | Pos. | Squadra             | Pt | G  | V  | N  | P  | GF | GS | DR  |
|  | ---- | ------------------- | -- | -- | -- | -- | -- | -- | -- | --- |
|  | 1.   | Manzanese           | 51 | 22 | 16 | 3  | 3  | 41 | 13 | 28  |
|  | 2.   | Torviscosa          | 47 | 22 | 14 | 5  | 3  | 46 | 16 | 30  |
|  | 3.   | Brian Lignano       | 46 | 22 | 14 | 4  | 4  | 42 | 14 | 28  |
|  | 4.   | Pro Fagagna         | 46 | 22 | 14 | 4  | 4  | 43 | 15 | 28  |
|  | 5.   | Pro Cervignano      | 35 | 22 | 9  | 8  | 5  | 26 | 28 | -2  |
|  | 6.   | Fiume Veneto Bannia | 35 | 22 | 10 | 5  | 7  | 30 | 29 | 1   |
|  | 7.   | Fontanafredda       | 34 | 22 | 9  | 7  | 6  | 39 | 28 | 11  |
|  | 9.   | Flaibano            | 32 | 22 | 8  | 8  | 6  | 23 | 21 | 2   |
|  | 8.   | Ronchi              | 28 | 22 | 6  | 10 | 6  | 20 | 20 | -1  |
|  | 10.  | Virtus Corno        | 26 | 22 | 7  | 5  | 10 | 25 | 28 | -3  |
|  | 11.  | Pro Gorizia         | 26 | 22 | 8  | 2  | 12 | 28 | 36 | -8  |
|  | 12.  | Tricesimo           | 26 | 22 | 6  | 8  | 8  | 28 | 33 | -5  |
|  | 13.  | Codroipo            | 19 | 22 | 4  | 7  | 11 | 15 | 29 | -14 |
|  | 14.  | Gemonese            | 15 | 22 | 3  | 6  | 13 | 14 | 30 | -16 |
|  | 15.  | Lumignacco          | 14 | 22 | 4  | 2  | 16 | 18 | 45 | -27 |
|  | 16.  | Primorje            | 5  | 22 | 1  | 2  | 19 | 6  | 58 | -52 |

Legenda:
      Promosso in Serie D 2020-2021.
      Retrocesso in Promozione 2020-2021 direttamente.
Regolamento:
Tre punti a vittoria, uno a pareggio, zero a sconfitta.

## Risultati
Giovedì 29 agosto 2019 alle ore 18:30 presso il Teatro Comunale di Cormons, il Comitato Regionale F.V.G. ha diramato il calendario.
I match non disputati sono tutti stati annullati, come deciso dal Consiglio Federale della FIGC, a causa della pandemia di COVID-19.
|                     | B.L  | Cod  | FVB  | Fla  | Fon  | Gem  | Lum  | Man  | Pri  | Cer  | Fag  | Gor  | Ron  | Tor  | Tri  | V.C  |
| ------------------- | ---- | ---- | ---- | ---- | ---- | ---- | ---- | ---- | ---- | ---- | ---- | ---- | ---- | ---- | ---- | ---- |
| Brian Lignano       |      | 0-0  | 0-1  | 3-0  | 2-2  | n.d. | 3-0  | 0-1  | 4-0  | 2-2  | n.d. | n.d. | 2-0  | 0-1  | n.d. | 2-1  |
| Codroipo            | 0-4  | –––– | 0-2  | n.d. | n.d. | 0-0  | n.d. | 1-2  | 2-0  | 0-2  | 1-3  | 0-1  | 0-0  | 0-3  | 1-1  | n.d. |
| Fiume Veneto Bannia | 1-2  | n.d. |      | 0-0  | 2-2  | 1-1  | 3-2  | n.d. | n.d. | n.d. | 0-2  | 3-0  | 2-1  | 2-1  | 1-3  | 3-4  |
| Flaibano            | 2-1  | 3-1  | 0-0  | –––– | 1-1  | n.d. | 5-1  | 0-2  | 3-0  | 2-2  | 0-2  | n.d. | 0-0  | n.d. | 0-1  | n.d. |
| Fontanafredda       | n.d. | 0-2  | 0-1  | n.d. |      | n.d. | 1-1  | 2-1  | 2-1  | 1-2  | 1-0  | 1-0  | 1-1  | n.d. | 1-1  | 1-1  |
| Gemonese            | 0-2  | 1-1  | n.d. | 1-2  | 1-3  | –––– | n.d. | 0-1  | 3-0  | 0-1  | 0-2  | 2-1  | n.d. | 0-2  | 0-0  | n.d. |
| Lumignacco          | 1-4  | 0-3  | 0-1  | n.d. | n.d. | 1-0  | –––– | 0-2  | n.d. | n.d. | 1-2  | 1-3  | 0-0  | 2-4  | 0-2  | 1-0  |
| Manzanese           | n.d. | n.d. | 1-0  | 2-0  | 2-1  | 0-1  | 3-1  | –––– | n.d. | 2-0  | 2-2  | 4-0  | 3-1  | 1-2  | n.d. | 5-0  |
| Primorje            | n.d. | 0-2  | 0-3  | 0-0  | 0-7  | 3-1  | 0-1  | 0-3  | –––– | 1-3  | n.d. | 1-5  | 0-1  | n.d. | n.d. | 0-0  |
| Pro Cervignano      | n.d. | 0-0  | 2-2  | n.d. | 1-4  | 1-1  | 1-0  | 0-0  | 1-0  | –––– | 0-1  | 1-1  | 2-1  | n.d. | n.d. | 1-1  |
| Pro Fagagna         | 0-3  | n.d. | n.d. | 0-0  | 3-1  | 1-0  | 4-1  | n.d. | 4-0  | 5-0  | –––– | 3-0  | n.d. | 3-0  | 4-1  | 0-1  |
| Pro Gorizia         | 1-3  | 3-0  | n.d. | 0-1  | 0-5  | 4-0  | n.d. | n.d. | 2-0  | 1-2  | 1-0  | –––– | n.d. | 0-2  | 1-1  | 2-1  |
| Ronchi              | 0-2  | 1-1  | 4-1  | 0-2  | n.d. | 1-1  | 1-0  | n.d. | n.d. | n.d. | 1-1  | 2-0  | –––– | 1-1  | 0-0  | 1-0  |
| Torviscosa          | 1-1  | 2-0  | 4-0  | 1-1  | 4-0  | n.d. | 1-0  | 1-1  | 5-0  | 2-0  | n.d. | n.d. | 1-2  | –––– | 1-1  | n.d. |
| Tricesimo           | 0-1  | n.d. | n.d. | 3-0  | 1-2  | 2-1  | 2-4  | 1-2  | 3-0  | 1-2  | n.d. | n.d. | 1-1  | 0-5  | –––– | 3-3  |
| Virtus Corno        | 0-1  | 1-0  | 0-1  | 0-1  | n.d. | 1-0  | n.d. | 0-1  | 3-0  | n.d. | 1-1  | 3-2  | n.d. | 1-2  | 3-0  | ---- |